# Michael Schnitzler
Pour les articles homonymes, voir Schnitzler.
Michael Schnitzler (né le 7 août 1944 à Berkeley (Californie), États-Unis) est un écologiste et un violoniste autrichien.

## Biographie
Né de parents autrichiens ayant fui le pays après l'Anschluss en 1938, il est le fils de Heinrich Schnitzler, acteur et metteur en scène, et le petit-fils de l'écrivain Arthur Schnitzler. En 1959, il a déménagé avec sa famille à Vienne, où il a étudié le violon à l'Académie de Musique. Il a joué pendant 15 ans comme remplaçant à l'Orchestre philharmonique de Vienne. De 1967 à 1983, il a été premier violon de l'Orchestre symphonique de Vienne, et de 1982 jusqu'à sa retraite en 2006 il a été professeur de violon à l'Académie de musique et des arts du spectacle de Vienne. Depuis 1965, il est violoniste dans le Trio Haydn de Vienne, avec qui il est parti en tournée à travers le monde entier, a fait de nombreux enregistrements et a joué pendant 30 années pour le Konzerthaus de Vienne.
En 1991, il crée l'organisation « La forêt humide des Autrichiens » dans laquelle il occupe encore de nos jours le poste du président. Michael Schnitzler a été honoré en 1995 avec le prix écologique le plus reconnu en Autriche, le « Konrad-Lorenz-Preis » comme avec celui de la « Binding-Stiftung » de la Principauté de Liechtenstein. De 1993 à 1995, il s'occupe du projet « Station tropicale La Gamba » au bord de la forêt tropicale d'Esquinas proche de la localité La Gamba au Costa Rica.